# Royal Rumble (2024)
Royal Rumble 2024 a fost cel de-al 37-lea eveniment anual Royal Rumble. A avut loc pe 27 ianuarie 2024, pe Tropicana Field din St. Petersburg, Florida. Evenimentul a fost difuzat prin pay-per-view și livestreaming și a prezentat luptători din diviziile WWE Raw, SmackDown și NXT.
Acesta a fost al treilea Royal Rumble desfășurat în zona Tampa Bay (după evenimentele din 1995 și 2021) și al doilea la Tropicana Field. Întrucât spectacolul din 2021 a avut loc fără audiență sub configurația ThunderDome din cauza pandemiei de COVID-19 din acel an, acesta a fost primul Royal Rumble de pe Tropicana Field care a avut fani live prezenți.
Evenimentul are la bază meciul Royal Rumble, iar câștigătorul primește în mod tradițional un meci pentru un campionat mondial la WrestleMania din acel an. Pentru evenimentul din 2024, câștigătorii respectivi masculin și feminin primesc o alegere pentru ce campionat să provoace la WrestleMania XL. Câștigătorul masculin poate alege să lupte fie pentru World Heavyweight Championship din Raw, fie pentru Undisputed WWE Universal Championship din SmackDown, în timp ce câștigătoarea feminină are de ales între Campionatul Mondial feminin din Raw și Campionatul feminin WWE din SmackDown. În Royal Rumble feminin, Bayley, a treia participantă, a câștigat eliminând-o pe Liv Morgan, a 30-a participantă. În Royal Rumble masculin, Cody Rhodes a câștigat eliminându-l pe CM Punk, al 27-lea participant. Acest lucru l-a făcut pe Rhodes primul luptător de la Stone Cold Steve Austin în 1998 care câștigă două Royal Rumble consecutive și al patrulea în general, după Austin (1997 și 1998), Shawn Michaels (1995 și 1996) și Hulk Hogan ( 1990 și 1991) și, ulterior, al 10-lea luptător care a câștigat mai multe Rumble.
Evenimentul a marcat debutul WWE în ring al lui Jade Cargill de la semnarea cu compania în septembrie 2023. De asemenea, a fost remarcabil pentru revenirea lui Naomi și Liv Morgan în meciul Women's Rumble și Andrade în meciul Men's Rumble, precum și primul meci televizat în WWE al lui CM Punk de la Royal Rumble 2014.
Pe lângă cele două meciuri Royal Rumble, mai erau două meciuri la eveniment, ambele fiind pentru campionatele din SmackDown. În primul, Roman Reigns și-a păstrat Undisputed WWE Universal Championship într-un fatal four-way împotriva lui Randy Orton, LA Knight și AJ Styles, în timp ce Logan Paul l-a învins pe Kevin Owens prin descalificare pentru a păstra Campionatul WWE al Statelor Unite.

## Rezultate
- Bayley a câștigat meciul 30-woman Royal Rumble match câștigând o șansă pentru campionat la WrestleMania XL (1:05:00)
  - Bayley a eliminat-o pe Liv Morgan, câștigând lupta.
- Roman Reigns (însoțit de Paul Heyman) (c) i-a învins pe AJ Styles, LA Knight și Randy Orton păstrându-și Undisputed WWE Universal Championship. (19:30)
  - Reigns l-a numărat pe Styles după un «Spear».
  - În timpul luptei, Solo Sikoa a intervenit în favoarea lui Reigns.
- Logan Paul (c) l-a învins pe Kevin Owens prin descalificare păstrându-și WWE United States Championship (13:58)
  - Arbitrul l-a descalificat pe Owens după ce l-a lovit pe Paul cu un pumn de oțel.
  - În timpul luptei, un asistent, Austin Theory și Grayson Waller au intervenit în favoarea lui Paul.
- Cody Rhodes a castigat meciul Royal Rumble 2024 câștigând șansa pentru a lupta pentru campionat mondial la WrestleMania XL. (1:08:25)
  - Rhodes a câștigat lupta după ce l-a eliminat pe CM Punk.

### Intrări și eliminări în Royal Rumble feminin
– Raw
     – SmackDown
     – NXT
     – TNA
     – Agent liber
     – Câștigătoare
| Nr. | Concurentă       | Brand       | Ordinea eliminări | Eliminată prin                 | Timp    | Eliminări |
| --- | ---------------- | ----------- | ----------------- | ------------------------------ | ------- | --------- |
| 1   | Natalya          | Raw         | 3                 | Tegan Nox                      | 20:57   | 0         |
| 2   | Naomi            | Agent liber | 25                | Jade Cargill                   | 1:02:18 | 2         |
| 3   | Bayley           | SmackDown   | —                 | Câștigătoare                   | 1:03:03 | 7         |
| 4   | Candice LeRae    | Raw         | 2                 | Bayley, Asuka și Kairi Sane    | 15:23   | 0         |
| 5   | Jordynne Grace   | TNA         | 7                 | Bianca Belair                  | 19:10   | 0         |
| 6   | Indi Hartwell    | Raw         | 1                 | Bayley                         | 03:23   | 0         |
| 7   | Asuka            | SmackDown   | 6                 | Katana Chance și Kayden Carter | 12:59   | 1         |
| 8   | Ivy Nile         | Raw         | 10                | Nia Jax                        | 23:27   | 0         |
| 9   | Katana Chance    | Raw         | 13                | Nia Jax                        | 25:48   | 1         |
| 10  | Bianca Belair    | SmackDown   | 26                | Bayley                         | 47:46   | 1         |
| 11  | Kairi Sane       | SmackDown   | 5                 | Kayden Carter                  | 05:00   | 1         |
| 12  | Tegan Nox        | Raw         | 4                 | Bayley                         | 01:22   | 1         |
| 13  | Kayden Carter    | Raw         | 8                 | Piper Niven                    | 11:48   | 2         |
| 14  | Chelsea Green    | Raw         | 14                | Becky Lynch                    | 17:32   | 0         |
| 15  | Piper Niven      | Raw         | 12                | Nia Jax                        | 12:39   | 1         |
| 16  | Xia Li           | Raw         | 9                 | Nia Jax                        | 06:46   | 0         |
| 17  | Zelina Vega      | SmackDown   | 17                | Shayna Baszler și Zoey Stark   | 20:00   | 0         |
| 18  | Maxxine Dupri    | Raw         | 11                | Bayley                         | 06:39   | 0         |
| 19  | Nia Jax          | Raw         | 21                | Jade Cargill                   | 20:15   | 8         |
| 20  | Shotzi           | SmackDown   | 20                | Nia Jax                        | 15:14   | 0         |
| 21  | Becky Lynch      | Raw         | 24                | Naomi                          | 22:29   | 1         |
| 22  | Alba Fyre        | SmackDown   | 16                | Naomi                          | 06:21   | 0         |
| 23  | Shayna Baszler   | Raw         | 18                | Nia Jax                        | 08:27   | 1         |
| 24  | Valhalla         | Raw         | 15                | Nia Jax                        | 00:05   | 0         |
| 25  | Michin           | SmackDown   | 19                | Nia Jax                        | 05:02   | 0         |
| 26  | Zoey Stark       | Raw         | 22                | Liv Morgan                     | 09:58   | 1         |
| 27  | Roxanne Perez    | NXT         | 23                | Tiffany Stratton               | 08:29   | 0         |
| 28  | Jade Cargill     | Agent liber | 28                | Liv Morgan                     | 11:03   | 2         |
| 29  | Tiffany Stratton | NXT         | 27                | Bayley                         | 06:52   | 1         |
| 30  | Liv Morgan       | Raw         | 29                | Bayley                         | 06:26   | 2         |

### Intrări și eliminări în meciul Royal Rumble masculin
– Raw
     – SmackDown
     – NXT
     – Agent liber
     – Câștigător
| Nr. | Concurent                | Brand       | Ordinea eliminări | Eliminat prin            | Timp  | Eliminări |
| --- | ------------------------ | ----------- | ----------------- | ------------------------ | ----- | --------- |
| 1   | Jey Uso                  | Raw         | 23                | Gunther                  | 50:55 | 1         |
| 2   | Jimmy Uso                | SmackDown   | 12                | Bron Breakker            | 34:09 | 0         |
| 3   | Grayson Waller           | SmackDown   | 1                 | Carmelo Hayes            | 04:05 | 0         |
| 4   | Andrade                  | Agent liber | 8                 | Bronson Reed             | 22:59 | 0         |
| 5   | Carmelo Hayes            | NXT         | 6                 | Finn Bálor               | 17:06 | 1         |
| 6   | Shinsuke Nakamura        | Raw         | 9                 | Cody Rhodes              | 20:51 | 0         |
| 7   | Santos Escobar           | SmackDown   | 2                 | Carlito                  | 06:37 | 0         |
| 8   | Karrion Kross            | SmackDown   | 4                 | Bobby Lashley            | 06:20 | 1         |
| 9   | "Dirty" Dominik Mysterio | Raw         | 21                | CM Punk                  | 33:19 | 1         |
| 10  | Carlito                  | SmackDown   | 3                 | Bobby Lashley            | 02:23 | 1         |
| 11  | Bobby Lashley            | SmackDown   | 5                 | Karrion Kross            | 01:34 | 2         |
| 12  | Ludwig Kaiser            | Raw         | 10                | Kofi Kingston            | 09:29 | 0         |
| 13  | Austin Theory            | SmackDown   | 7                 | Cody Rhodes              | 03:58 | 0         |
| 14  | Finn Bálor               | Raw         | 13                | Bron Breakker            | 11:21 | 1         |
| 15  | Cody Rhodes              | Raw         | —                 | Câștigător               | 43:21 | 4         |
| 16  | Bronson Reed             | Raw         | 14                | Omos                     | 10:39 | 1         |
| 17  | Kofi Kingston            | Raw         | 11                | Gunther                  | 03:34 | 1         |
| 18  | Gunther                  | Raw         | 28                | Cody Rhodes              | 30:10 | 3         |
| 19  | Ivar                     | Raw         | 15                | Bron Breakker            | 04:57 | 0         |
| 20  | Bron Breakker            | NXT         | 18                | "Dirty" Dominik Mysterio | 05:19 | 4         |
| 21  | Omos                     | Agent liber | 17                | Bron Breakker            | 02:43 | 1         |
| 22  | Pat McAfee               | Agent liber | 16                | El însuși                | 00:38 | 0         |
| 23  | JD McDonagh              | Raw         | 19                | Jey Uso                  | 00:03 | 0         |
| 24  | R-Truth                  | Raw         | 20                | Damian Priest            | 02:56 | 0         |
| 25  | The Miz                  | Raw         | 22                | Gunther                  | 06:06 | 0         |
| 26  | Damian Priest            | Raw         | 25                | Sami Zayn                | 10:24 | 1         |
| 27  | CM Punk                  | Raw         | 29                | Cody Rhodes              | 21:45 | 2         |
| 28  | Ricochet                 | Raw         | 24                | Drew McIntyre            | 05:10 | 0         |
| 29  | Drew McIntyre            | Raw         | 27                | CM Punk                  | 09:52 | 2         |
| 30  | Sami Zayn                | Raw         | 26                | Drew McIntyre            | 03:19 | 1         |